# Хлопуново (село)
Хлопуно́во (рос. Хлопуново) — село у складі Шипуновського району Алтайського краю, Росія. Адміністративний центр Хлопуновської сільської ради.

## Населення
Населення — 946 осіб (2010; 1188 у 2002).
Національний склад (станом на 2002 рік):
- росіяни — 96 %